# La vie et la passion de Jésus-Christ
La vie et la passion de Jésus-Christ —conocida en español con los títulos La vida y la Pasión de Jesucristo; Nacimiento, Vida, Milagros, Pasión y Muerte de Nuestro Señor Jesucristo y La Pasión—  es una película francesa muda producida por la casa Pathé y dirigida por Ferdinand Zecca y Lucien Nonguet entre 1902 y 1903. Por su extensión y el hecho de estar parcialmente coloreado, es el filme sobre la vida de Jesús de Nazaret más importante realizado hasta la fecha. Se componía originalmente de veintisiete escenas o cuadros, y en los dos años posteriores se añadieron cinco más.

## Sinopsis
A través de los diversos cuadros, la película narra la vida de Jesús de Nazaret basándose en los evangelios canónicos, si bien introduce también relatos basados en la Tradición, como el de la Verónica.

## Lista de tablas
| Número de tablas | Título                                | Año  | Número de catálogo | Título en español                         |
| ---------------- | ------------------------------------- | ---- | ------------------ | ----------------------------------------- |
| 1                | L'Annonciation                        | 1902 | 871                | La Anunciación                            |
| 2                | L'Étoile mystérieuse                  | 1903 | 945                | La estrella fugaz                         |
| 3                | L'adoration des Mages                 | 1902 | 851                | Adoración de los Magos                    |
| 4                | La Fuite en Égypte                    | 1902 | 852                | La huida a Egipto                         |
| 5                | Jésus parmi les docteurs              | 1903 | 939                | Jesús entre los doctores                  |
| 6                | La Sainte Famille                     | 1902 | 872                | La Sagrada Familia                        |
| 7                | Les Noces de Cana                     | 1903 | 946                | Las bodas de Caná                         |
| 8                | Jésus et la samaritaine               | 1903 | 940                | Jesús y la samaritana                     |
| 9                | La Pêche miraculeuse                  | 1903 | 947                | La pesca milagrosa                        |
| 10               | La Multiplication des pains           | 1903 | 948                | La multiplicación de los panes            |
| 11               | Jésus marchant sur les eaux           | 1903 | 949                | Jesús caminando sobre las aguas           |
| 12               | La Transfiguration du Christ          | 1903 | 950                | La transfiguración de Cristo              |
| 13               | La Résurrection de Lazare             | 1902 | 854                | La Resurrección de Lázaro                 |
| 14               | L'Entrée à Jérusalem                  | 1902 | 855                | La entrada en Jerusalén                   |
| 15               | Jésus chassant les vendeurs du temple | 1902 | 853                | Jesús expulsa a los vendedores del templo |
| 16               | La Cène                               | 1902 | 856                | La Última Cena                            |
| 17               | Jésus au jardin des oliviers          | 1902 | 857                | Jesús en el Huerto                        |
| 18               | Le Baiser de Judas - L'Arrestation    | 1902 | 858                | Traición - El Arresto                     |
| 19               | Jésus devant Pilate                   | 1902 | 859                | Jesús ante Pilato                         |
| 20               | La Flagellation                       | 1902 | 860                | La flagelación                            |
| 21               | Le Couronnement d'épines              | 1903 | 952                | La Coronación de Espinas                  |
| 22               | Jésus est présenté au peuple          | 1903 | 944                | Jesús es presentado al pueblo             |
| 23               | Jésus succombe sous sa croix          | 1902 | 861                | Jesús sucumbió a su cruz                  |
| 24               | Le Miracle de Sainte Véronique        | 1903 | 953                | El milagro de Santa Verónica              |
| 25               | Le Crucifiement                       | 1902 | 862                | La Crucifixión                            |
| 26               | La Mort du Christ                     | 1902 | 863                | La muerte de Cristo                       |
| 27               | La Descente de la Croix               | 1902 | 864                | El Descendimiento de la Cruz              |
| 28               | La Mise au tombeau                    | 1902 | 865                | El Entierro                               |
| 29               | La Résurrection                       | 1902 | 866                | La Resurrección                           |
| 30               | L'Ange et les Saintes femmes          | 1903 | 942                | El Ángel y las Santas Mujeres             |
| 31               | L'Ascension                           | 1903 | 954                | La Ascensión                              |
| 32               | Apothéose                             | 1903 | 941                | Apoteosis                                 |

## Características
Aunque la película se limita a una sucesión de cuadros, como es típico de la época, se observan algunos avances respecto a filmes de temática similar, como la Vida y Pasión de Jesucristo realizada pocos años antes por los hermanos Lumière. En primer lugar destacan los modestos trucajes, sean cinematográficos o teatrales. Además, aunque algunos de los cuadros son totalmente estáticos, en otros hay leves movimientos panorámicos de la cámara —como en el de la adoración de los magos— o un pequeño montaje mediante la inserción de planos rodados en exteriores. Por último, el coloreado a mano de diversos elementos ofrecía un valor añadido para el público de la época.
La duración —setecientos metros de película divididos en veintisiete cuadros— permite un tratamiento más completo del tema. La puesta en escena es totalmente ingenua y está pensada con fines didácticos. Aunque exhibida en 1902, en los dos años siguientes se añadieron cinco cuadros más. No obstante, es difícil diferenciar las escenas originales, las cinco adicionales y las añadidas en una segunda versión dirigida por el propio Zecca en 1907 y titulada Vida, Pasión y Muerte de Nuestro Señor Jesucristo.

## Recepción
Aunque pueda resultar distante para el público del siglo XXI, la película tuvo una notable aceptación en su momento. Por su carácter didáctico, fue utilizada durante años por los misioneros católicos. Está considerada como un hito fundamental en la evolución del subgénero del cine bíblico debido a lo completo de su estructura y argumento.